# Erik Solheim
Erik Solheim, född 18 januari 1955 i Oslo, är en norsk politiker, som var partiledare för Sosialistisk Venstreparti 1987–1997. Han var ledare i Sosialistisk Ungdom 1977–1980 och partisekreterare 1985–1987.
Solheim var stortingsrepresentant för Sør-Trøndelag 1989–1993, från Oslo 1993–2001. Från och med våren 2000 hade Solheim tjänstledigt från Stortinget för att vara specialrådgivare för utrikesdepartementet på Sri Lanka, och arbetade för att få till ett fredsavtal mellan myndigheterna och de tamilska tigrarna (LTTE). Efter stortingsvalet 2005 blev Solheim utvecklingsminister i Jens Stoltenbergs andra regering. År 2007 blev han utnämnd till miljöminister, en post han innehade till 2012, då han fick lämna regeringen.
Solheim har varit valobservatör i Ryssland, Georgien, Vitryssland och Ukraina. Utöver sitt engagemang för fred och konfliktlösning har Solheim alltid varit intresserad av miljöfrågor; han var bland annat närvarande på FN:s miljökonferens i Rio de Janeiro 1992. I utvecklingspolitiken har han, bortsett från fred och miljö, arbetat för kvinnor och jämlikhet samt med olje- och energifrågor.
Solheim är en av de första manliga ministrarna i världen som varit föräldraledig under ministertiden.
2013 valdes Solheim till ordförande av Development Assistance Committee (DAC), OECD:s samarbete för bistånd.
Tre år senare, i maj 2016, utsågs Solheim till chef för FN:s miljöprogram, UNEP (United Nations Environment Programme). Efter en  intern FN-rapport där Solheim fick hård kritik för många och dyra flygresor samt att han brutit mot vissa interna regler, fick han sparken i november 2018.